# Tetrastichus cecidivorus
Tetrastichus cecidivorus är en stekelart som beskrevs av Macgown 1979. Tetrastichus cecidivorus ingår i släktet Tetrastichus och familjen finglanssteklar. Inga underarter finns listade i Catalogue of Life.